# Košolná
Košolná (deutsch Kesselsdorf, ungarisch Gósfalva – bis 1907 Kosolna) ist eine Gemeinde im Westen der Slowakei mit 854 Einwohnern (Stand 31. Dezember 2024). Sie gehört zum Okres Trnava, einem Teil des Trnavský kraj.

## Geographie
Die Gemeinde befindet sich im Westteil des Hügellandes Trnavská pahorkatina im weiten Tal des Flüsschens Parná. Das Ortszentrum liegt auf einer Höhe von 170 m n.m. und ist elf Kilometer von Trnava entfernt.
Nachbargemeinden sind Boleráz im Norden, Suchá nad Parnou im Südosten, Dlhá im Westen und Dolné Orešany im Nordwesten.

## Geschichte

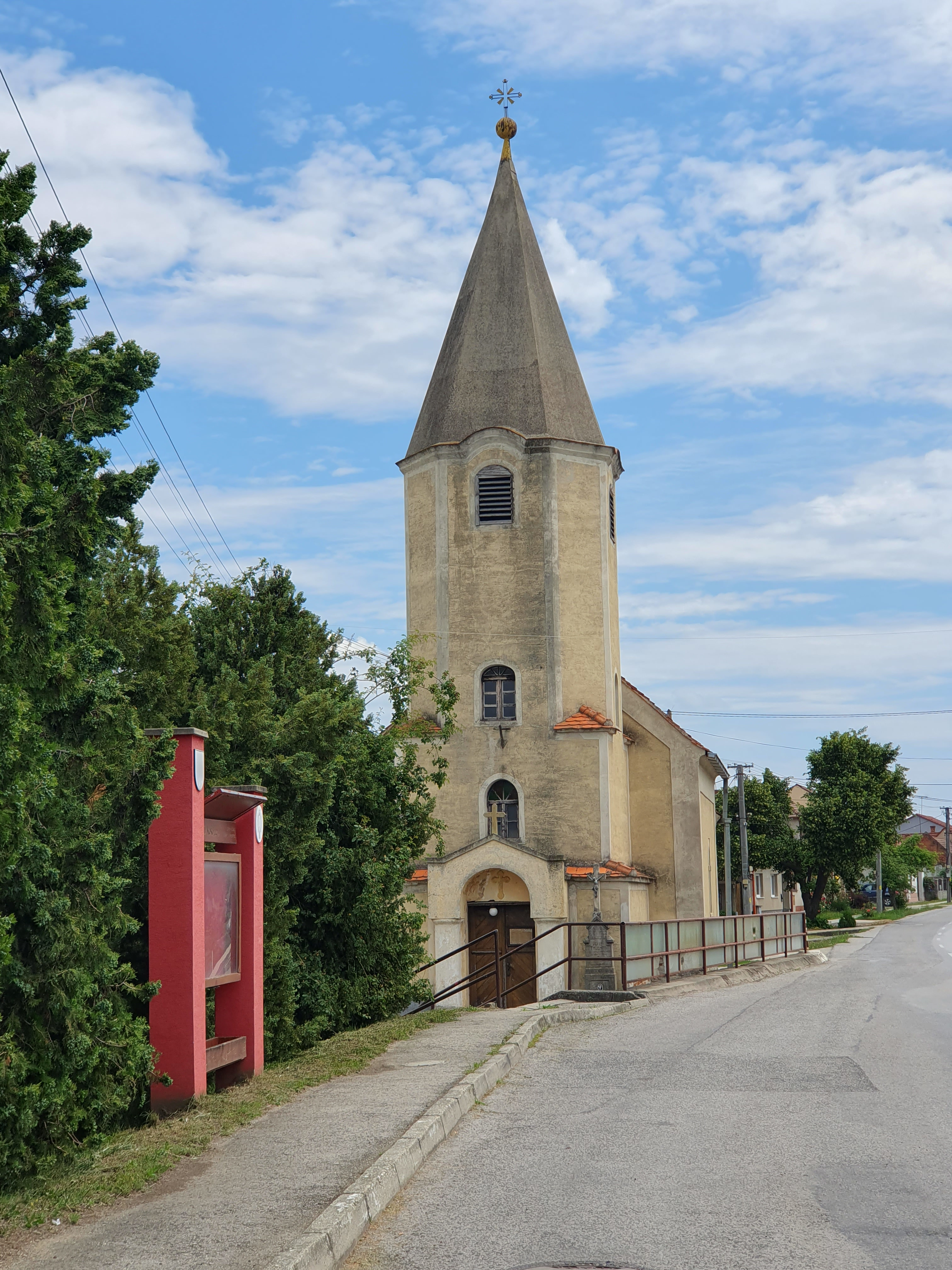
Kreuzerhöhungskirche

Die erste Besiedlung des heutigen Gemeindegebietes erfolgte in der Jungsteinzeit.
Der Ort wurde zum ersten Mal 1296 als Cosfolwa schriftlich erwähnt und gehörte zum Herrschaftsgut der Bibersburg. Im 16. Jahrhundert wurde das Dorf durch Kroaten sowie Habaner aus der Gegend von Podivín in Mähren besiedelt. Košolná wurde im 17. Jahrhundert zweimal in Mitleidenschaft gezogen, zuerst durch Bethlens Aufständische im Jahr 1626 und danach 1663 durch Osmanen.
1715 hatte die Ortschaft eine Mühle und 16 Steuerpflichtige, 1828 zählte man 76 Häuser und 564 Einwohner, deren Haupteinnahmequelle Landwirtschaft war. Die Habaner waren seinerseits als Keramiker bekannt.
Bis 1918 gehörte der im Komitat Pressburg liegende Ort zum Königreich Ungarn und kam danach zur Tschechoslowakei beziehungsweise heute Slowakei. Von 1975 bis 1990 war der Nachbarort Dlhá Teil der Gemeinde.

## Bevölkerung
| Jahr                | 1994 | 2004    | 2014     | 2024    |
| ------------------- | ---- | ------- | -------- | ------- |
| Anzahl der Personen | 633  | 680     | 781      | 854     |
| Unterschied         |      | +7,42 % | +14,85 % | +9,34 % |

| Jahr                | 2023 | 2024    |
| ------------------- | ---- | ------- |
| Anzahl der Personen | 857  | 854     |
| Unterschied         |      | −0,35 % |

Nach der Volkszählung 2011 wohnten in Košolná 759 Einwohner, davon 740 Slowaken sowie jeweils ein Deutscher, Magyare und Tscheche. 16 Einwohner machten diesbezüglich keine Angabe. 647 Einwohner bekannten sich zur römisch-katholischen Kirche, sieben Einwohner zur evangelischen Kirche A. B., fünf Einwohner zur griechisch-katholischen Kirche, zwei Einwohner zur altkatholischen Kirche und ein Einwohner zur kongregationalistischen Kirche; zwei Einwohner bekannten sich zu einer anderen Konfession. 32 Einwohner waren konfessionslos und bei 63 Einwohnern wurde die Konfession nicht ermittelt.

## Bauwerke
- römisch-katholische Kreuzerhöhungskirche im Barockstil aus dem Jahr 1732

## Söhne und Töchter der Gemeinde
- Ignác Bizmayer (1922–2019), slowakischer Keramiker